# Лопатоног Холбрука
Лопатоног Холбрука (лат. Scaphiopus holbrookii) — вид бесхвостых земноводных (Anura). Видовое название дано в честь американского зоолога Джона Эдвардса Холбрука (1794—1871).
Общая длина достигает 9 см. По своему строению похож на других представителей своего рода. Отличается наличием 1 шпоры на каждой из задних лап, а также окраской: песчано-коричневой с тёмными полосами, бывают особи с двумя жёлтыми продольными полосами.
Любит полупустыни, песчаные почвы. Хорошо роет норы в виде спирали, в которых живёт большую часть суток. Активен ночью. Питается беспозвоночными.
Размножение связано с водоёмами. Самка откладывает икру на различные водные растения. Личинки появляются через 2 дня. Метаморфоз длится 12—15 дней.
Эндемик США. Вид распространён от штата Массачусетс до Флориды и на запад до Луизианы.